# Capocannoniere
Capocannoniere är ett fotbollspris i Italien som utdelas till den spelare som lyckas göra flest mål för sitt klubblag under en säsong. Priset utdelas till skyttekungarna i Serie A och Serie B. Priset delades för första gången ut efter säsongen 1923–24. Gunnar Nordahl har vunnit priset flest gånger då han under fem säsonger för AC Milan lyckades göra flest mål i högstaligan.

## Serie A
| Italienska mästerskapet | Italienska mästerskapet                           | Italienska mästerskapet        | Italienska mästerskapet |
| Säsong                  | Spelare                                           | Klubb                          | Mål                     |
| ----------------------- | ------------------------------------------------- | ------------------------------ | ----------------------- |
| 1923–24                 | Heinrich Schönfeld                                | Torino                         | 22                      |
| 1924–25                 | Mario Magnozzi                                    | Livorno                        | 19                      |
| 1925–26                 | Ferenc Hirzer                                     | Juventus                       | 35                      |
| 1926–27                 | Anton Powolny                                     | Internazionale                 | 22                      |
| 1927–28                 | / Julio Libonatti                                 | Torino                         | 35                      |
| 1928–29                 | Gino Rossetti                                     | Torino                         | 36                      |
| Serie A                 |                                                   |                                |                         |
| Säsong                  | Spelare                                           | Klubb                          | Mål                     |
| 1929–30                 | Giuseppe Meazza                                   | Ambrosiana Inter               | 31                      |
| 1930–31                 | Rodolfo Volk                                      | Roma                           | 29                      |
| 1931–32                 | Angelo Schiavio · Pedro Petrone                   | Bologna · Fiorentina           | 25                      |
| 1932–33                 | Felice Borel                                      | Juventus                       | 29                      |
| 1933–34                 | Felice Borel                                      | Juventus                       | 31                      |
| 1934–35                 | / Enrique Guaita                                  | Roma                           | 28                      |
| 1935–36                 | Giuseppe Meazza                                   | Ambrosiana Inter               | 25                      |
| 1936–37                 | Silvio Piola                                      | Lazio                          | 21                      |
| 1937–38                 | Giuseppe Meazza                                   | Ambrosiana Inter               | 20                      |
| 1938–39                 | / Ettore Puricelli · Aldo Boffi                   | Bologna · Milan                | 19                      |
| 1939–40                 | Aldo Boffi                                        | Milan                          | 24                      |
| 1940–41                 | / Ettore Puricelli                                | Bologna                        | 22                      |
| 1941–42                 | Aldo Boffi                                        | Milan                          | 22                      |
| 1942–43                 | Silvio Piola                                      | Lazio                          | 21                      |
| 1943–45                 | Inställd turnering                                | Inställd turnering             | Inställd turnering      |
| 1945–46                 | Guglielmo Gabetto                                 | Torino                         | 22                      |
| 1946–47                 | Valentino Mazzola                                 | Torino                         | 29                      |
| 1947–48                 | Giampiero Boniperti                               | Juventus                       | 27                      |
| 1948–49                 | István Nyers                                      | Internazionale                 | 26                      |
| 1949–50                 | Gunnar Nordahl                                    | Milan                          | 35                      |
| 1950–51                 | Gunnar Nordahl                                    | Milan                          | 34                      |
| 1951–52                 | John Hansen                                       | Juventus                       | 30                      |
| 1952–53                 | Gunnar Nordahl                                    | Milan                          | 26                      |
| 1953–54                 | Gunnar Nordahl                                    | Milan                          | 23                      |
| 1954–55                 | Gunnar Nordahl                                    | Milan                          | 27                      |
| 1955–56                 | Gino Pivatelli                                    | Bologna                        | 29                      |
| 1956–57                 | / Dino da Costa                                   | Roma                           | 22                      |
| 1957–58                 | John Charles                                      | Juventus                       | 28                      |
| 1958–59                 | / Antonio Valentín Angelillo                      | Internazionale                 | 33                      |
| 1959–60                 | / Omar Sívori                                     | Juventus                       | 28                      |
| 1960–61                 | Sergio Brighenti                                  | Sampdoria                      | 27                      |
| 1961–62                 | / José Altafini · Aurelio Milani                  | Milan · Fiorentina             | 22                      |
| 1962–63                 | Harald Nielsen · Pedro Manfredini                 | Bologna · Roma                 | 19                      |
| 1963–64                 | Harald Nielsen                                    | Bologna                        | 17                      |
| 1964–65                 | Sandro Mazzola · Alberto Orlando                  | Internazionale · Fiorentina    | 17                      |
| 1965–66                 | Luis Vinicio                                      | Vicenza                        | 25                      |
| 1966–67                 | Luigi Riva                                        | Cagliari                       | 18                      |
| 1967–68                 | Pierino Prati                                     | Milan                          | 15                      |
| 1968–69                 | Luigi Riva                                        | Cagliari                       | 21                      |
| 1969–70                 | Luigi Riva                                        | Cagliari                       | 21                      |
| 1970–71                 | Roberto Boninsegna                                | Internazionale                 | 24                      |
| 1971–72                 | Roberto Boninsegna                                | Internazionale                 | 22                      |
| 1972–73                 | Giuseppe Savoldi · Paolino Pulici · Gianni Rivera | Bologna · Torino · Milan       | 17                      |
| 1973–74                 | Giorgio Chinaglia                                 | Lazio                          | 24                      |
| 1974–75                 | Paolino Pulici                                    | Torino                         | 18                      |
| 1975–76                 | Paolino Pulici                                    | Torino                         | 21                      |
| 1976–77                 | Francesco Graziani                                | Torino                         | 21                      |
| 1977–78                 | Paolo Rossi                                       | Vicenza                        | 24                      |
| 1978–79                 | Bruno Giordano                                    | Lazio                          | 19                      |
| 1979–80                 | Roberto Bettega                                   | Juventus                       | 16                      |
| 1980–81                 | Roberto Pruzzo                                    | Roma                           | 18                      |
| 1981–82                 | Roberto Pruzzo                                    | Roma                           | 15                      |
| 1982–83                 | Michel Platini                                    | Juventus                       | 16                      |
| 1983–84                 | Michel Platini                                    | Juventus                       | 20                      |
| 1984–85                 | Michel Platini                                    | Juventus                       | 18                      |
| 1985–86                 | Roberto Pruzzo                                    | Roma                           | 19                      |
| 1986–87                 | Pietro Paolo Virdis                               | Milan                          | 17                      |
| 1987–88                 | Diego Maradona                                    | Napoli                         | 15                      |
| 1988–89                 | Aldo Serena                                       | Internazionale                 | 22                      |
| 1989–90                 | Marco van Basten                                  | Milan                          | 19                      |
| 1990–91                 | Gianluca Vialli                                   | Sampdoria                      | 19                      |
| 1991–92                 | Marco van Basten                                  | Milan                          | 25                      |
| 1992–93                 | Giuseppe Signori                                  | Lazio                          | 26                      |
| 1993–94                 | Giuseppe Signori                                  | Lazio                          | 23                      |
| 1994–95                 | Gabriel Batistuta                                 | Fiorentina                     | 26                      |
| 1995–96                 | Igor Protti · Giuseppe Signori                    | Bari · Lazio                   | 24                      |
| 1996–97                 | Filippo Inzaghi                                   | Atalanta                       | 24                      |
| 1997–98                 | Oliver Bierhoff                                   | Udinese                        | 27                      |
| 1998–99                 | Márcio Amoroso                                    | Udinese                        | 22                      |
| 1999-00                 | Andrij Sjevtjenko                                 | Milan                          | 24                      |
| 2000–01                 | Hernán Crespo                                     | Lazio                          | 26                      |
| 2001–02                 | David Trézéguet · Dario Hübner                    | Juventus · Piacenza            | 24                      |
| 2002–03                 | Christian Vieri                                   | Internazionale                 | 24                      |
| 2003–04                 | Andrij Sjevtjenko                                 | Milan                          | 24                      |
| 2004–05                 | Cristiano Lucarelli                               | Livorno                        | 24                      |
| 2005–06                 | Luca Toni                                         | Fiorentina                     | 31                      |
| 2006–07                 | Francesco Totti                                   | Roma                           | 26                      |
| 2007–08                 | Alessandro Del Piero                              | Juventus                       | 21                      |
| 2008–09                 | Zlatan Ibrahimović                                | Internazionale                 | 25                      |
| 2009–10                 | Antonio Di Natale                                 | Udinese                        | 29                      |
| 2010–11                 | Antonio Di Natale                                 | Udinese                        | 28                      |
| 2011–12                 | Zlatan Ibrahimović                                | Milan                          | 28                      |
| 2012–13                 | Edinson Cavani                                    | Napoli                         | 29                      |
| 2013–14                 | Ciro Immobile                                     | Torino                         | 22                      |
| 2014–15                 | Luca Toni · Mauro Icardi                          | Hellas Verona · Internazionale | 22                      |
| 2015–16                 | Gonzalo Higuaín                                   | Napoli                         | 36                      |
| 2016–17                 | Edin Džeko                                        | Roma                           | 29                      |

| Antal | Klubb                                            |
| ----- | ------------------------------------------------ |
| 17    | Milan                                            |
| 12    | Inter, Juventus                                  |
| 11    | Roma                                             |
| 8     | Lazio                                            |
| 7     | Bologna                                          |
| 6     | Torino                                           |
| 5     | Fiorentina                                       |
| 4     | Udinese                                          |
| 3     | Cagliari, Napoli                                 |
| 2     | Sampdoria, Vicenza                               |
| 1     | Atalanta, Bari, Hellas Verona, Livorno, Piacenza |

| Antal | Klubb |
| ----- | --- |
| 5     | Gunnar Nordahl (Milan) |
| 3     | Aldo Boffi (Milan) · Giuseppe Meazza (Ambrosiana Inter) · Michel Platini (Juventus) · Roberto Pruzzo (Roma) · Paolo Pulici (Torino) · Luigi Riva (Cagliari) · Giuseppe Signori (Lazio)                                                                                           |
| 2     | Roberto Boninsegna (Internazionale) · Felice Borel (Juventus) · Antonio Di Natale (Udinese) · Zlatan Ibrahimović (Internazionale, Milan) · Harald Nielsen (Bologna) · Silvio Piola (Lazio) · / Ettore Puricelli (Bologna) · Andrij Sjevtjenko (Milan) · Marco van Basten (Milan) |